# 佐藤明 (競輪選手)
佐藤 明（さとう あきら、1975年8月12日 - ）は、静岡県富士市出身の競輪選手。登録番号13112。身長164cm体重65kg。血液型A型。日本競輪学校77期。日本競輪選手会静岡支部所属。同期に村本大輔、小野俊之、小倉竜二等がいる。

## 来歴
田子浦小、田子浦中、静岡県立富士東高等学校サッカー部出身。
1995年日本競輪学校77期生（適正）で入学。
競輪学校1着回数1回2着4回3着9回
競輪学校順位71位
1996/04/20 松阪でデビュー。
2003/04/23 岐阜で5.1.1 でA級初優勝を果たす。
2006年4月にS級昇格。
2012年1月には競輪の最高峰S級1班に昇格する。